# Кран (Ен)
Кран (фр. Crans) је насељено место у Француској у региону Рона-Алпи, у департману Ен (Рона-Алпи).
По подацима из 2011. године у општини је живело 266 становника, а густина насељености је износила 20,11 становника/km².

## Демографија
| 1962. | 1968. | 1975. | 1982. | 1990. | 2011. |
| ----- | ----- | ----- | ----- | ----- | ----- |
| 136   | 119   | 120   | 145   | 209   | 266   |